# Iodobenzène
L'iodobenzène est un composé aromatique de formule chimique C6H5I. Il s'agit formellement d'une molécule de benzène sur laquelle un atome d'hydrogène est remplacé par de l'iode. On peut se le procurer dans le commerce mais il est également possible de le préparer au laboratoire à partir de l'aniline C6H5NH2 par la réaction de Sandmeyer. Le groupe amine est d'abord converti en benzènediazonium C6H5N≡N+ par l'acide chlorhydrique HCl et le nitrite de sodium NaNO2 pour former du chlorure de benzènediazonium C6H5N≡NCl, auquel de l'iodure de potassium KI est ajouté pour ioder le composé en libérant du diazote N2. Un excès de nitrite est hydrolysé avec une base forte, puis le mélange est acidifié et l'iodobenzène est purifié par entraînement à la vapeur.

Conversion du cation benzènediazonium en iodobenzène par réaction de Sandmeyer.

Une alternative consiste à traiter du benzène C6H6 avec de l'iode I2 et de l'acide nitrique HNO3.
La liaison C–I étant plus faible que les liaisons C–Br et C–Cl, l'iodobenzène C6H5I est plus réactif que le bromobenzène C6H5Br et le chlorobenzène C6H5Cl.